# Schizaspis lobata
Schizaspis lobata är en insektsart som beskrevs av Cockerell och Robinson 1915. Schizaspis lobata ingår i släktet Schizaspis och familjen pansarsköldlöss.
Artens utbredningsområde är Filippinerna. Inga underarter finns listade i Catalogue of Life.